# أبراج لمار
أبراج لمار هما برجين تحت الإنشاء حاليًا في مدينة جدة في السعودية. يقعان على كورنيش جدة. البرج الأول سيكون بارتفاع 321.6 متر (تشمل الهوائي) بـ 72 طابق فوق الأرض، أما البرج الثاني سيكون بارتفاع
300 متر بـ 62 طابق فوق الأرض.
قدم اقتراح البناء من قبل كيان في 2008 وتمت الموافقة عليه في نفس السنة. بدأت عملية البناء في 2008 وسيكون بتاريخ انتهاء بناءه أطول برج في مدينة جدة متجاوزًا البنك الأهلي التجاري بقيمة إنشاء تساوي 600 مليون دولار تقريبًا. صممت الأبراج الديار السعودية للاستشارات الهندسية وتدير مدرار دائرة إدارة البناء. شركة لامار هي المطور الرئيسي للمشروع وشركة إنشاءات دريك اند سكل هي المقاول الرئيسي.
كلمة لامارا تعني بالعربية الذهب السائل وتصف انعكاس الزجاج الذهبي في مياه البحر الأحمر.

## الوصف
ستحوي أبراج لمار:
- موقف سيارات تحت الأرض لأكثر من 500 سيارة.
- مركز بيع بالتجزئة - لمار مول.
- مكاتب - أكثر من 10 طوابق للمكاتب.
- منتجع لمار - منتجع صحي بمرافق منفصلة للرجال والنساء.
- سكن - 1 أو 2 أو 3 أو 4 طوابق لغرف سكنية.

## اقرأ أيضًا
- قائمة أطول المباني في السعودية